# Morenii Vechi, Ungheni
Morenii Vechi este un sat din componența comunei Valea Mare din raionul Ungheni, Republica Moldova. Este situat în lunca râului Prut la o distanță de 2 km. Până în 1999, adică până la crearea județelor, a făcut parte din comuna Morenii Noi, ulterior a fost inclus în comuna Valea Mare împreună cu satul Morenii Noi. Din 2001, după revenirea la raioane, printr-o solicitare a unui grup de săteni adresată parlamentului Republicii Moldova s-a decis rămânerea acestuia în componența comunei Valea Mare.